# Gabriel Ochoa Uribe
Gabriel Ochoa Uribe (Sopetrán, 20 de novembro de 1929 – Cali, 8 de agosto de 2020) foi um futebolista e treinador colombiano que atuava como goleiro.
Ochoa Uribe é, com seus catorze títulos do campeonato colombiano, o maior treinador da história deste país. Gabriel também conquistou mais quatro títulos colombianos como jogador, totalizando dezoito títulos, um recorde.

## Carreira

### Jogador
Sua bem sucedida carreira no futebol iniciou-se primeiramente dentro das quatro linhas, como goleiro. Seu primeiro clube foi o América de Cáli, tendo subido ao time principal quando tinha apenas dezessete anos. Sua passagem durou apenas três temporadas, quando deixou este para atuar no Millonarios.
Nos Millos, que contava com o elenco mais forte da sua história até então, e também posterior, conquistou seus primeiros quatro títulos do campeonato colombiano e uma copa nacional, além da Pequena Taça do Mundo (neste também conseguiu um vice-campeonato no ano anterior a conquista), torneio que reunia os principais clubes da Europa e América do Sul. Com exceção do primeiro título do campeonato, Ochoa Uribe atuou ao lado do lendário atacante Alfredo Di Stéfano, o qual atuou no clube colombiano durante três anos antes de seguir rumo ao Real Madrid.
Durante sua passagem pelo clube, mesmo sendo goleiro, atuou durante uma partida contra o Atlético Bucaramanga, realizada em 30 de novembro de 1952 como atacante, substituindo Di Stéfano no ataque. Os Millos terminaram a partida com uma avassaladora vitória por 7–1 sobre o pequeno clube, tendo Uribe marcado um dos gols da vitória.
Permaneceu no Millonarios durante mais um ano após Di Stéfano sair, quando também o deixou, rumando ao Brasil, para defender o America, a pedido de Martim Francisco, onde, atuando pelo clube carioca, o mais próximo que esteve de um título foi em seu primeiro ano, quando terminou com o vice-campeonato estadual, repetindo o resultado do ano anterior, porém, sem Ochoa Uribe no elenco ainda. Em seu período no país, também continuou seus estudos em medicina esportiva.
Após deixar o clube brasileiro, retornou ao Millonarios, defendendo o mesmo durante mais três temporadas. Para sua infelicidade, durante sua segunda passagem o clube sofreu um "hiato" nas conquistas nacionais, voltando a conquistar um título apenas em 1959, quando assumiu o comando técnico do clube.

### Treinador
Em sua nova função do Millonarios, teve grande sucesso logo no início, terminando seu primeiro ano no comando do clube com o vice-campeonato colombiano. No ano seguinte, conquistou seu quinto título no torneio, o primeiro na nova função. Entretanto, após uma fraca temporada em 1960 no campeonato colombiano (terminou apenas em sexto), mesmo tendo alcançado às semifinais da Taça Libertadores da América (o melhor resultado obtido pelo clube na sua história), deixou o clube, retornando no ano seguinte, conquistando mais quatro títulos nacionais nas quatro temporadas que permaneceu, além de mais um título da Copa da Colômbia.
Durante sua passagem pelo clube, também teve uma passagem interina no comando da seleção colombiana, em 1963, treinando o selecionado no Campeonato Sul-Americano daquele ano. Entretanto, a seleção terminou em último no grupo único no torneio, tendo obtido como melhor resultado em suas seis partidas apenas um empate em 1–1 com o Peru, quando já estava eliminada. Uribe ainda teria uma segunda passagem pela seleção, em 1985, permanecendo aproximadamente nove meses no cargo, mas também sem grande sucesso.
Entre 1965 e 1967 teve uma passagem bem sucedida no comando do Santa Fe, conquistando mais um título do campeonato colombiano, seu décimo na carreira e o quinto do clube no torneio. O título também rendeu ao clube o direito de disputar sua primeira edição da Taça Libertadores da América, em 1967. O clube acabou sendo eliminado na primeira fase, ficando em terceiro em seu grupo, atrás do futuro campeão Racing e do forte River Plate.
Algum tempo após deixar o Santa Fe, retornou aos Millos, onde permaneceu durante mais cinco anos, além de mais um ano em 1977. Entretanto, sua passagem acabou não tendo o mesmo sucesso das anteriores, tendo conquistado apenas uma edição do campeonato colombiano, em 1972. O título também rendeu a participação naquele ano na Copa Simón Bolívar, a qual terminou conquistada pelo clube. Apesar disso, durante esse período o clube participou de duas edições da Taça Libertadores, em 1973 e 1974, chegando em ambas edições nas semifinais, repetindo o melhor resultado obtido pelo clube no torneio, em sua primeira participação, em 1960.
Em 1979 passou a treinar aquele que seria seu último clube na carreira, o América de Cáli. Neste, durante seus doze anos comandando o clube, conquistou sete edições do campeonato colombiano, tendo como destaque os cinco títulos seguidos conquistados entre 1982 e 1986, superando sua própria marca, de quatro consecutivos, quando ainda estava no Millonarios. Sua passagem pelo clube também ficou marcada pelas três finais consecutivas que chegou na Taça Libertadores, entre 1985 e 1987, mas perdendo todas, para Argentinos Juniors, River Plate e Peñarol, respectivamente. Em 1991 deixou o clube e também o futebol, dizendo estar "intoxicado" pelo mesmo.

## Morte
Uribe morreu no dia 8 de agosto de 2020 em Cali, aos 90 anos.

## Títulos como jogador
Millonarios
- Colombian league (4): 1949, 1951, 1952, 1953
- Copa Colombia (1): 1953

## Títulos como treinador
Millonarios
- Colombian league (6): 1959, 1961, 1962, 1963, 1964, 1972

Santa Fe
- Colombian league (1): 1966

América de Cali
- Colombian league (7): 1979, 1982, 1983, 1984, 1985, 1986, 1990